# داركو تشورلينوف
داركو تشورلينوف (مواليد 11 يوليو 2000) هو لاعب كرة قدم من مقدونيا الشمالية يلعب كجناح في نادي شتوتغارت.

## روابط خارجية
- داركو تشورلينوف على موقع الاتحاد الأوربي (الإنجليزية)
- داركو تشورلينوف على موقع قاعدة بيانات كرة القدم.إي يو (الإنجليزية)
- داركو تشورلينوف على موقع ناشيونال فوتبول تيمز (الإنجليزية)
- داركو تشورلينوف على موقع Soccerbase.com (لاعب) (الإنجليزية)
- داركو تشورلينوف على موقع Soccerway.com (الإنجليزية)
- داركو تشورلينوف على موقع عالم كرة القدم.نت (الإنجليزية)